# Valentina De Poli

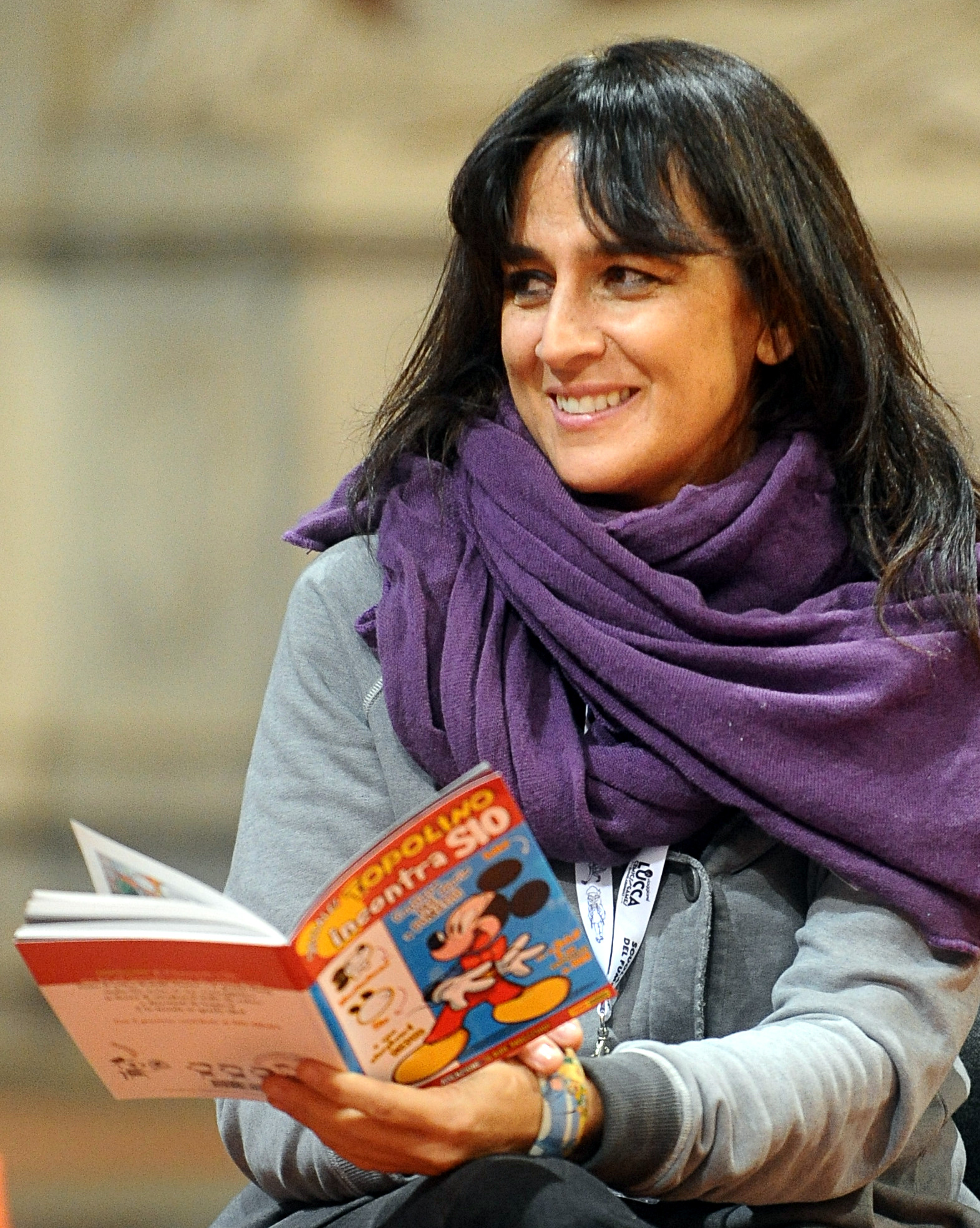
Valentina De Poli (2015)

Valentina De Poli (* 2. September 1968 in Mailand, Italien) ist eine italienische Journalistin. Sie ist die zweite Frau, die Chefredakteurin des italienischen Jugendmagazins „Topolino“ wurde.

## Leben
Valentina De Poli absolvierte ein Realgymnasium und studierte danach auf dem DAMS in Bologna. De Poli war zunächst Schwimmlehrerin, bevor sie 1987 ihre Zusammenarbeit mit dem „Topolino“ begann. Damals wurde sie angestellt, um auf Briefe der jungen Leser zu reagieren. 1998 verließ sie „Topolino“ und wechselte zum Verlagshaus Gruner + Jahr, wo sie drei Jahre blieb. Zunächst war sie dort Chef vom Dienst und wurde später stellvertretende Chefredakteurin.
Im Jahre 2001 kehrte sie zu Disney zurück, war bis 2007 Chefredakteurin von W.i.t.c.h. und wurde dann zweite Chefredakteurin, nach Claretta Muci, bei „Topolino“. Seit 2012 ist sie auch Chefredakteurin vom „Paperinik Appgrade“.